# Pont-l'Abbé
Pont-l'Abbé (en bretó Pont-'n-Abad) és un municipi francès, situat a la regió de Bretanya, al departament de Finisterre. L'any 2006 tenia 8.132 habitants. El 8 de febrer de 2008 el consell municipal va aprovar la carta Ya d'ar brezhoneg. A l'inici del curs 2007 el 5,2% dels alumnes del municipi eren matriculats a la primària bilingüe.

## Demografia
| Evolució de la població Cassini |       |       |       |       |       |       |       |       |
| 1793                            | 1800  | 1806  | 1821  | 1831  | 1836  | 1841  | 1846  | 1851  |
| 1 698                           | 1 884 | 1 883 | 2 115 | 2 785 | 3 163 | 3 325 | 3 626 | 3 810 |

| 1856  | 1861  | 1866  | 1872  | 1876  | 1881  | 1886  | 1891  | 1896  |
| ----- | ----- | ----- | ----- | ----- | ----- | ----- | ----- | ----- |
| 3 947 | 4 286 | 4 526 | 4 739 | 4 991 | 5 110 | 5 729 | 5 536 | 5 797 |

| 1901  | 1906  | 1911  | 1921  | 1926  | 1931  | 1936  | 1946  | 1954  |
| ----- | ----- | ----- | ----- | ----- | ----- | ----- | ----- | ----- |
| 6 315 | 6 432 | 6 652 | 6 637 | 6 724 | 6 656 | 6 583 | 6 644 | 6 393 |

| 1962  | 1968  | 1975  | 1982  | 1990  | 1999  | 2006 | 2011 | 2016 |
| ----- | ----- | ----- | ----- | ----- | ----- | ---- | ---- | ---- |
| 6 396 | 6 791 | 7 325 | 7 266 | 7 374 | 7 849 | -    | -    | -    |

| 2019 | - | - | - | - | - | - | - | - |
| ---- | - | - | - | - | - | - | - | - |
| -    | - | - | - | - | - | - | - | - |

## Administració
| Període   | Identitat      | Partit |
| --------- | -------------- | ------ |
| 1995-2001 | Annick Le Loch | PS     |
| 2001-2008 | Thierry Mavic  | UMP    |
| 2008-     | Daniel Couïc   | PS     |